# Robert Mitchell (Politiker)
Robert Mitchell (* 1778 im Westmoreland County, Pennsylvania; † 13. November 1848 in Zanesville, Ohio) war ein US-amerikanischer Politiker. Zwischen 1833 und 1835 vertrat er den Bundesstaat Ohio im US-Repräsentantenhaus.

## Werdegang
Robert Mitchell besuchte die öffentlichen Schulen seiner Heimat und studierte danach Medizin. Im Jahr 1807 kam er nach Zanesville in Ohio, wo er als Arzt praktizierte. In den Jahren 1811 und 1812 war er bei der Bezirksverwaltung des Muskingum County angestellt; von 1812 bis 1813 war er dort Steuereinnehmer. Anschließend diente er im Britisch-Amerikanischen Krieg. Danach schlug er auch eine politische Laufbahn ein. In den Jahren 1815 und 1816 saß er als Abgeordneter im Repräsentantenhaus von Ohio und 1818 wurde er Berufungsrichter. Er war auch Mitglied der Staatsmiliz von Ohio, in der er 1822 den Rang eines Brigadegenerals erreichte. In den 1820er Jahren schloss er sich der Bewegung um den späteren Präsidenten Andrew Jackson an und wurde Mitglied der von diesem 1828 gegründeten Demokratischen Partei.
Bei den Kongresswahlen des Jahres 1832 wurde Mitchell im zwölften Wahlbezirk von Ohio in das US-Repräsentantenhaus in Washington, D.C. gewählt, wo er am 4. März 1833 die Nachfolge von John Thomson antrat. Da er im Jahr 1834 nicht bestätigt wurde, konnte er bis zum 3. März 1835 nur eine Legislaturperiode im Kongress absolvieren. Diese war von den Diskussionen um die Politik von Präsident Jackson bestimmt. Nach dem Ende seiner Zeit im US-Repräsentantenhaus arbeitete Mitchell wieder als Arzt in Zanesville. Dort ist er am 13. November 1848 auch verstorben.